# Coroană de zirconiu
Coroana de zirconiu este o lucrare protetică fixă și face parte din categoria coroanelor de acoperire total fizionomice.
Coroanele de acoperire sunt indicate în situația în care partea coronară a dintelui este distrusă într-o proporție mai mare de 40% iar tratamentul prin restaurare coronară cu materiale compozite are un prognostic rezervat.

## Generalități
Zirconiul  este un element chimic din grupa metalelor rare cu numărul atomic 40 și simbolul Zr. Zirconul este o piatră naturală care imită foarte bine diamantul.
Zirconiul este cunoscut din antichitate, denumirea lui venind de la cuvântul persan "zargon" care se traduce "colorat ca aurul". A fost descoperit în anul 1789 de chimistul german Martin H. Klaproth.
În anul 1824 Berzelius a obținut zirconiu impur iar in anul 1925 Anton Eduard van Arkel împreună cu Jan Hendrik de Boer au descoperit o metodă de obținere a metalului pur. Tehnica folosită de ei le poartă numele "Procedeul van Arkel - de Boer".
În stomatologie se utilizează zirconia, deoarece structura sa cristalină este asemănătoare cu a diamantului. Zirconia este o piatră sintetică obținută în laborator din oxidul de zirconiu stabilizat prin adăugarea de oxid de ytriu. Duritatea zirconiului este 6,5 - 7,5 iar a smalțului dentar este 8. Din acest motiv zirconiul este mult mai indicat în realizarea coroanelor dentare decât ceramicile ce au duritatea de 9,8 și care produc abraziunea dinților antagoniști.
Primele coroane dentare din zirconiu au apărut la începutul anilor '90. Coroana de zirconiu monolitică trebuie să fie foarte bine lustruită pentru a nu produce leziuni dinților naturali cu care intră în contact ocluzal. Nu există pacienți alergici la acest material, este biocompatibil și bioinert. Zirconiul are afinitate redusă pentru placa bacteriană.

### Proprietățile fizice ale zirconiului:
- Punctul de topire al zirconiului este de peste 1800º C, cu mult peste cel al ceramicii. Această calitate îi asigură stabilitate dimensională în timpul arderii
- Culoarea albă a zirconiului reprezintă un avantaj din punct de vedere estetic deoarece materialul opac care se folosește la coroanele metalo-ceramice aici nu mai este necesar. Stratul de material opac care se aplică pe metal absoarbe lumina, nu o reflectă așa cum face zirconiul. Aceasta este diferența majoră între coroana din ceramică pe suport de zirconiu și coroana metalo-ceramică
- Transluciditate - dată de structura cristalină de hexagon compact
- Rezistență ridicată la îndoire
- Conductibilitate termică scăzută.
- Radiația emisă de coroana dentară din zirconiu (3 mol% Y2O3-ZrO2) este, ca ordin de mărime, mai mică decât cea măsurată de obicei pentru apă, lapte, legume și carne (pe baza standardelor europene)

### Proprietățile mecanice ale zirconiului:
- Duritate: 1200 HV
- Rezistență la compresiune: 2000 MPa
- Rezistență la îndoire: 1000 MPa
- Modul de elasticitate longitudinală: 210 GPa
- Rezistență absolută la coroziune
- Densitate extrem de mare
- Puritate 99,9%.

## Indicațiile coroanei de zirconiu și obiective

### Indicații:
1. Dinți cu distrucții mari coronare, peste 40%, care nu mai pot fi refăcuți cu materiale compozite sau prin incrustații dentare
2. Dinți cu fracturi coronare
3. Dinți inestetici ca formă, dimensiune sau culoare
4. Dinții cu tratamente endodontice, care sunt mai fragili și mai predispuși spre fractură
5. Coroane dentare pe implant
6. Spațiu ocluzal redus.

### Obiective urmărite[2]:
1. Retenția și rezistența
2. Conservarea structurii dentare
3. Rezistența în timp
4. Adaptarea marginală
5. Conservarea parodonțiului
6. Considerentul estetic
7. Biocompatibilitatea

Retenția reprezintă stabilitatea coroanei pe dinte atunci când asupra ei se aplică o mișcare de-a lungul căii de inserție sau a axului lung al dintelui. Un dinte cu o coroană lungă va avea o retenție mai bună decât un dinte cu o coroană scurtă. Retenția se obține prin paralelizarea pereților aproximali și șlefuirea fețelor în unghi de 6 grade. La dinții de dimensiuni mici retenția poate fi îmbunătățită prin realizarea de mijloace suplimentare de retenție: caneluri axiale.
Rezistența reprezintă stabilitatea pe dinte atunci când sunt aplicate forțe axiale sau oblice.
Conservarea structurii dentare - șlefuirea dintelui pentru coroana de zirconiu poate afecta pulpa dentară în situația în care dintele restaurat este vital. De aceea procesul de șlefuire al dintelui vital se va face cu apă pentru a nu încălzi pulpa dintelui și a o deteriora ireversibil. 
Rezistența în timp - pentru a-i mări durabilitatea în timp coroana de zirconiu trebuie să aibă anumite dimensiuni și anume: ocluzal = 2 mm și axial = 1,2 mm.
Adaptarea marginală - la coletul dintelui reprezintă cel mai important factor pentru succesul clinic al coroanei de zirconiu. Pentru a rezista în timp și pentru a proteja structura dentară adaptarea marginală trebuie să fie perfectă. Adaptarea incorectă duce la dizolvarea cimentului și microinfiltrații cu efecte nocive asupra pulpei dentare. Mai mult, în spațiul dintre coroană și gingie se acumulează placă bacteriană care produce boli parodontale.
Conservarea parodonțiului - cele mai bune rezultate se obțin atunci când dintele este șlefuit cu prag. În această situație coroana se sprijină pe prag și nu este lezat parodonțiul. În situația șlefuirii tangențiale cu adaptarea coroanei subgingival trebuie respectată regula celor 2 mm care trebuie lăsați între osul alveolar și marginea gingivală a coroanei. Dacă această regulă este încălcată apare inflamația gingivală sau recesiunea gingivală, fenomene premergătoare apariției bolilor parodontale.

### Obiective urmărite :

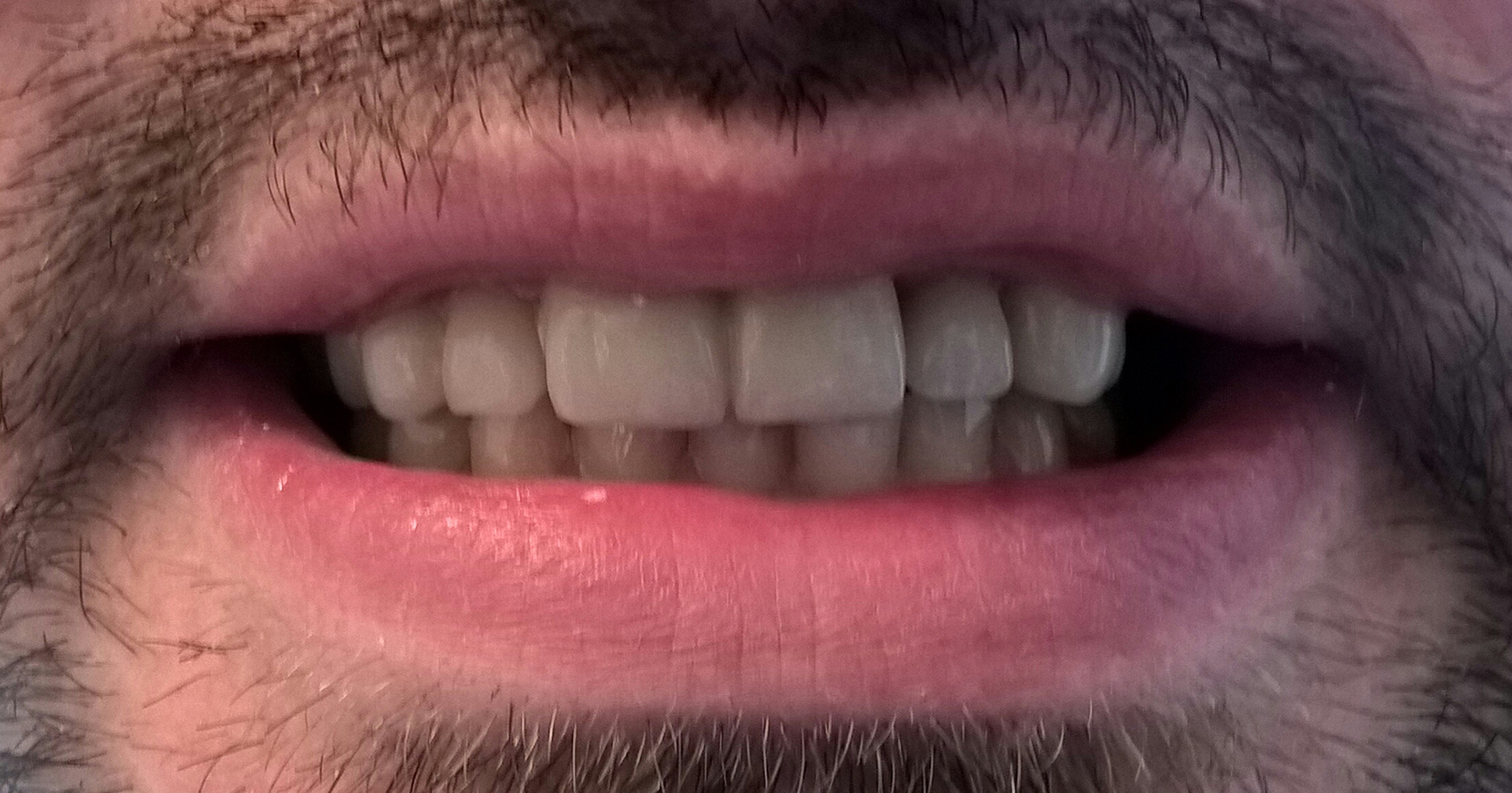

## Tipuri de coroane de zirconiu:
Există două tipuri de coroane dentare din zirconiu: coroana dentară monolitică și coroana dentară din ceramică pe suport de zirconiu. Durata de viață a unei coroane de zirconiu este de 10 ani.
Cel mai important factor care afectează restaurarea protetică din zirconiu este igiena orală incorectă a pacientului.

## Etape de laborator
Procesul tehnologic CAD-CAM de realizare al coroanelor dentare din ceramică pe suport de zirconiu începe cu frezarea computerizată a unui bloc solid de zirconiu sau a unui disc. Apoi pe acest schelet se vor adăuga succesiv straturi de ceramică. Ceramica se arde în cuptoare speciale la temperaturi de peste 700º Celsius.

## Etapele clinice

### Prepararea dintelui pentru coroana de zirconiu[3]
Grosimea minimă a capei de zirconiu pentru dinții frontali trebuie să fie de 0,3 mm iar pentru dinții laterali 0,5 mm.
Pentru prepararea dintelui în zona frontală se recomandă o șlefuire de 1,5-2 mm a muchiei incizale și 1-2 mm în circumferință. În zona laterală suprafața ocluzală va fi șlefuită cu 2-2,5 mm iar circumferința 1-3 mm. Amploarea șlefuirii este realizată în funcție de cerințele estetice. Cu cât cantitatea de substanță dentară șlefuită este mai mare cu atât tehnicianul dentar va avea mai mult spațiu pentru a stratifica ceramica.
Metoda tradițonală fără prag în șanțul gingival: această metodă nu este foarte des folosită din cauza multiplelor dezavantaje pe care le prezintă. În șanțul gingival nu se acceptă nici un fel de material străin, dar marginea subgingivală a lucrării trebuie să fie bine adaptată la coletul dintelui (subgingival). Marginea subgingivală a lucrării împreună cu cimentul dentar pot constitui un suport pentru placa bacteriană în șanțul gingival, perturbând grav imunitatea locală. Această metodă este indicată în distrucții coronare mari, unde este necesară  folosirea unui dispozitiv corono-radicular pentru a reface partea coronară și unde nu există posibilitatea șlefuirii cu prag.
Șlefuirea cu prag Chanfrein: această metodă este mai dificilă dar are numeroase avantaje:
- Pragul este realizat supragingival, la 0,5 mm, astfel este asigurată sănătatea gingivală prin neafectarea culcușului gingival
- Anularea retentivităților
- Prevenirea infitrațiilor datorită lățimii de cimentare a pragului.

Prepararea cu prag gingival este metoda de elecție la nivel mondial.
Tehnologie: Șlefuirea dinților frontali - cu o freză cilindrică diamantată cu vârful semirotund se realizează un prag supragingival la 0,5 mm distanță de gingie. Adâncimea șanțului va fi de 0,4-0,5 mm, adică jumătate din dimensiunea frezei. Cu aceeași freză se reduce din muchia incizală 2 mm. Șlefuirea verticală trebuie să aibă aproximativ 5º  înclinație. La dinții laterali înclinarea trebuie să fie între 4-8º.

### Amprenta funcțională
Se poate realiza în două moduri 
- Cu scanerul intraoral
- Convențională

Amprenta cu scanerul intraoral are avantajul de a fi rapidă, reduce timpul de lucru și nu necesită spațiu fizic de stocare al modelelor.
Amprenta convențională are avantajul de a se adapta pentru fiecare tip de șlefuire (cu sau fără prag).
Amprentarea spațiului subgingival se face prin metoda conventională deoarece este singura care reușește să îl înregistreze cu fidelitate.
Amprenta convențională se efectuează folosind o lingură de amprentă universală și un silicon de adiție. Siliconul de adiție este injectat atât în lingură cât și în jurul dintelui preparat și a dinților vecini.
Dinții antagoniști se amprentează cu alginate.
Înregistrarea ocluziei se realizează cu siliconi specifici care au consistență imperceptibilă pentru pacient. Duritatea este ridicată, aplicarea ușoară, sunt evitate compresiile și repozitionarea incorectă.

### Protezarea provizorie cu coroane temporare
are rolul de a proteja canaliculele dentinare de invazia bacteriană care duce la hiperemie si necroză pulpară. Previne creșterea gingiei în zona de colet și menține spațiul ocluzal creat prevenind supra erupția; nu în ultimul rând, din considerente estetice. (4)

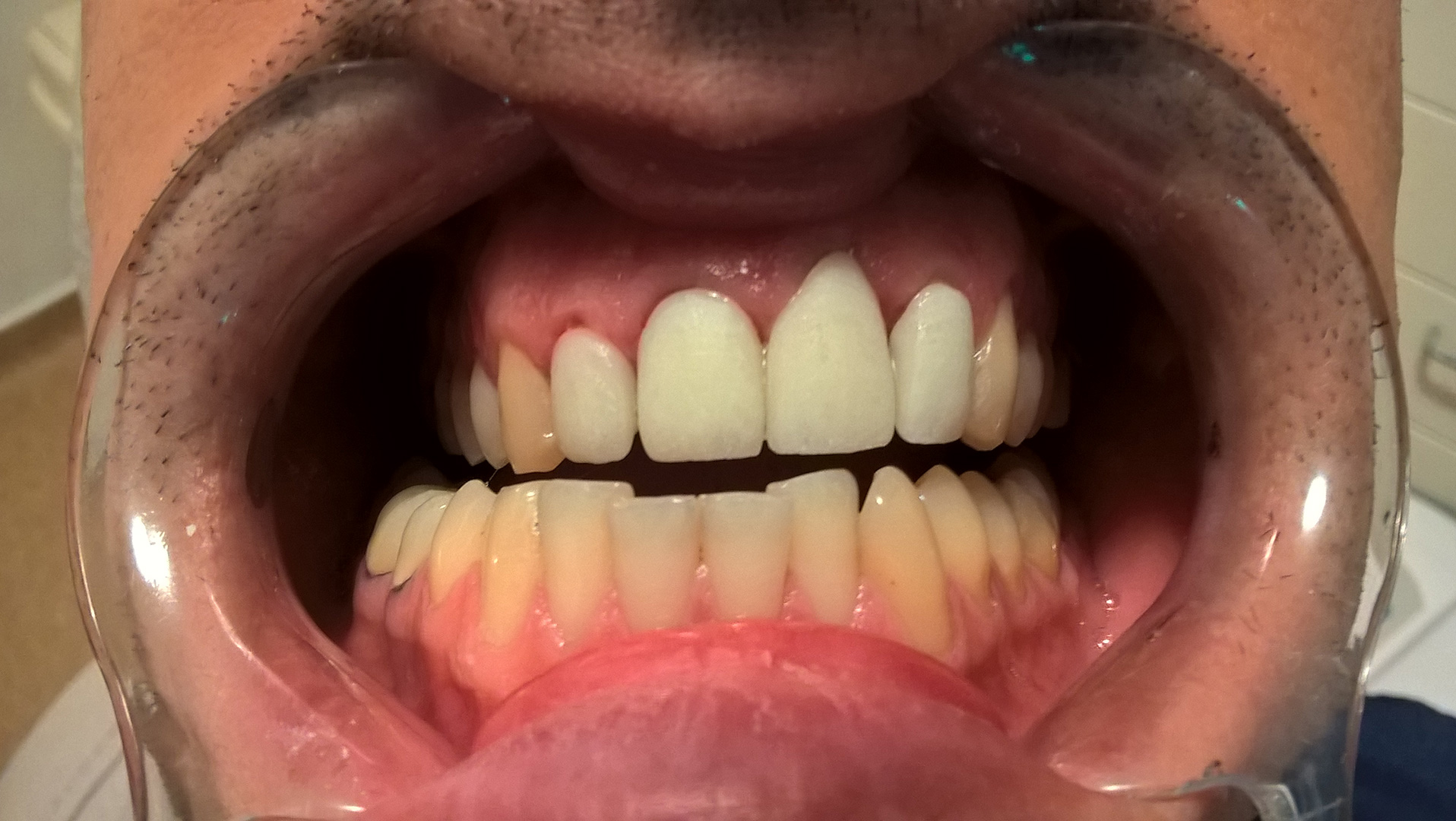

### Proba coroanei de zirconiu
În această etapă se verifică inserarea coroanei pe bontul protetic. Aceasta trebuie să se insereze lejer, fără fricțiune.

### Adaptarea coroanei de zirconiu
Aici se are în vedere adaptarea marginii gingivale a coroanei.

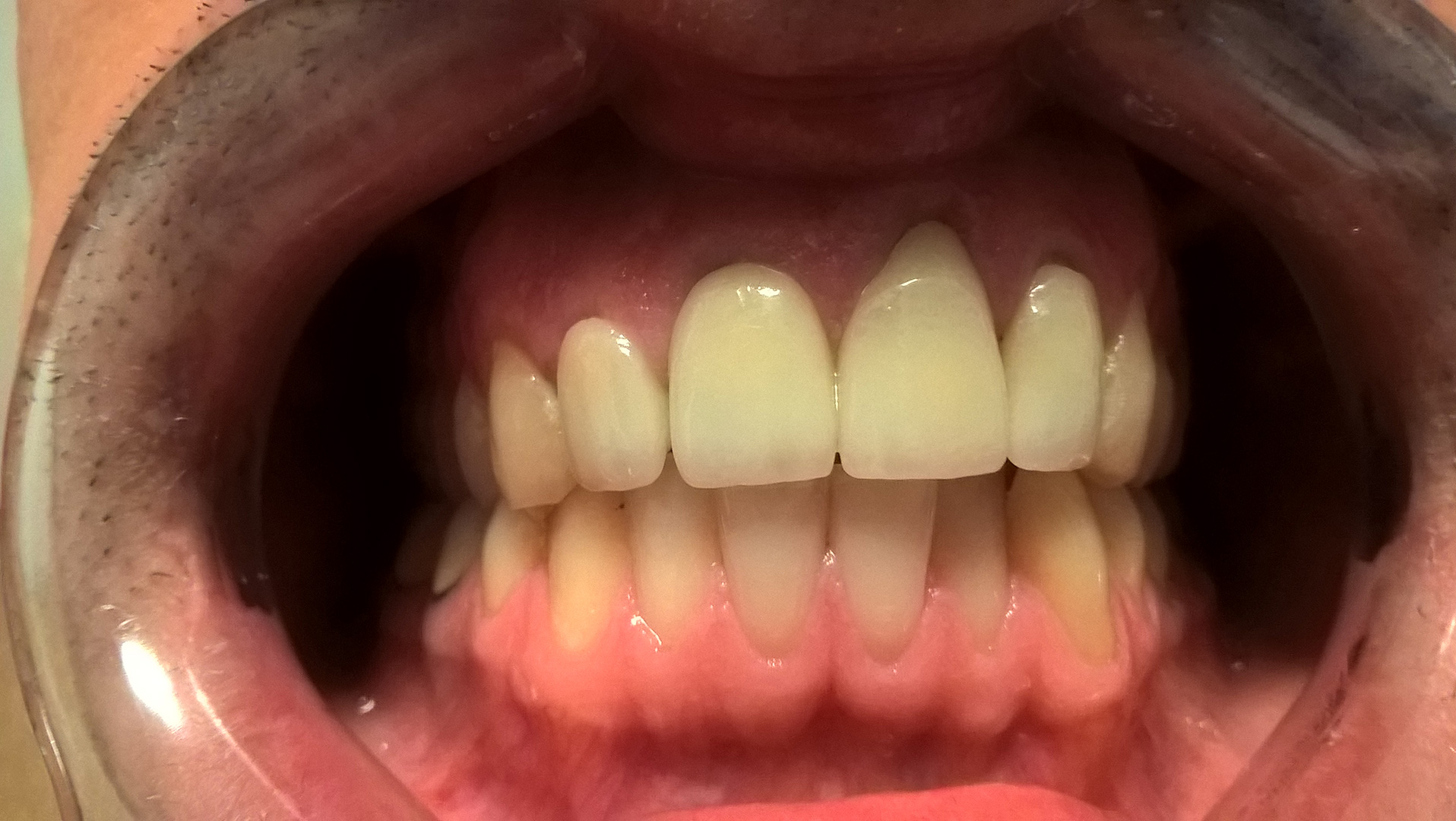

### Cimentarea definitivă
Se face cu cimenturi compozite, cimenturi ionomere de sticlă, ciment fosfat de zinc. Coroana provizorie este îndepărtată de pe dinte. Bontul protetic este curățat, degresat și uscat. Cimentul se aplică în strat subțire în coroana de zirconiu și apoi se așează ușor pe dinte în poziția corectă și este presată ferm. După câteva minute se îndepărtează excesul de ciment, cu grijă pentru a nu leza gingia. Pacientul este sfătuit să nu mănânce o oră.